# Exenterus tsugae
Exenterus tsugae là một loài tò vò trong họ Ichneumonidae.